# Лаго Григорій Іванович
Григорій Іванович Лаго (* 1 листопада 1914, Сартана,— † 16 січня 1988) — румейський поет.
Від 1925 до 1932 року навчався в сартанській школі, потім два роки — в технічному училищі. 1934 року в Сартані відкрилася середня школа, і він вступив до неї; закінчив десять класів 1936 року і ще кілька місяців навчався на курсах комсомольских пропагандистів.
На початку 1935 року написав вірш «Міцніємо» («Δινατενυμ») і надіслав його до редакції газети «Колехтивістис». У відповідь отримав теплого листа редактора газети, фундатора румейської літератури Георгія Костоправа, який заохочував юнака до подальшої літературної праці. Вірш було надруковано в 62-му числі «Колехтивістиса», а також в альманасі «Неотита» (№ 4). Проте літературні здібності Григорія Лаго так і не були реалізовані.
1937 року він поступив до Орджонікідзевського вчительського інституту (сучасний Владикавказ), але з другого курсу був відрахований через хворобу. На той час румейська інтелігенція вже була майже повністю репресована, видання румейської періодики та книжок припинилося. Лаго почав учителювати в Чечні, потім працював на заводі, а 1942 року був призваний до війська.
На фронті був поранений, втратив ліву руку. В квітні 1944 повернувся до батьків у Сартану. Працював службовцем на підприємствах Маріуполя і Сартани. Дбайливо зберігав листа Костоправа (попри те, що це було небезпечно: той вважався «ворогом народу») і його твори (після смерті Григорія Лаго його син передав ці реліквії до Сартанського музею історії і етнографії).

## Джерело
- О. Хаджинова. Греческие литераторы — современники Григория Костоправа. Мариуполь, 2004, с. 51-52.